# Mizoram
Mizoram este un stat din nord-estul Indiei, orașul Aizawl fiind capitala sa. Numele statului este derivat din "mizo", endonimul locuitorilor nativi și "ram", care în limba mizo înseamnă "țară". Astfel, „Mizoram” înseamnă „Țara Mizo”. Se învecinează cu trei dintre Cele Șapte State-Surori ale Indiei de Nord-Est, și anume Tripura, Assam și Manipur. De asemenea, statul are 722 kilometri (449 mi) de frontieră cu țările vecine Bangladesh și Myanmar.
La fel ca și alte câteva state din nord-estul Indiei, Mizoram a făcut parte din Assam, până când în 1972 a fost separat ca teritoriu unional. În 1986 Parlamentul indian a adoptat cel de-al 53-lea amendament la Constituția Indiei, care a permis crearea statului Mizoram pe 20 februarie 1987 ca al 23-lea stat federal al Indiei.

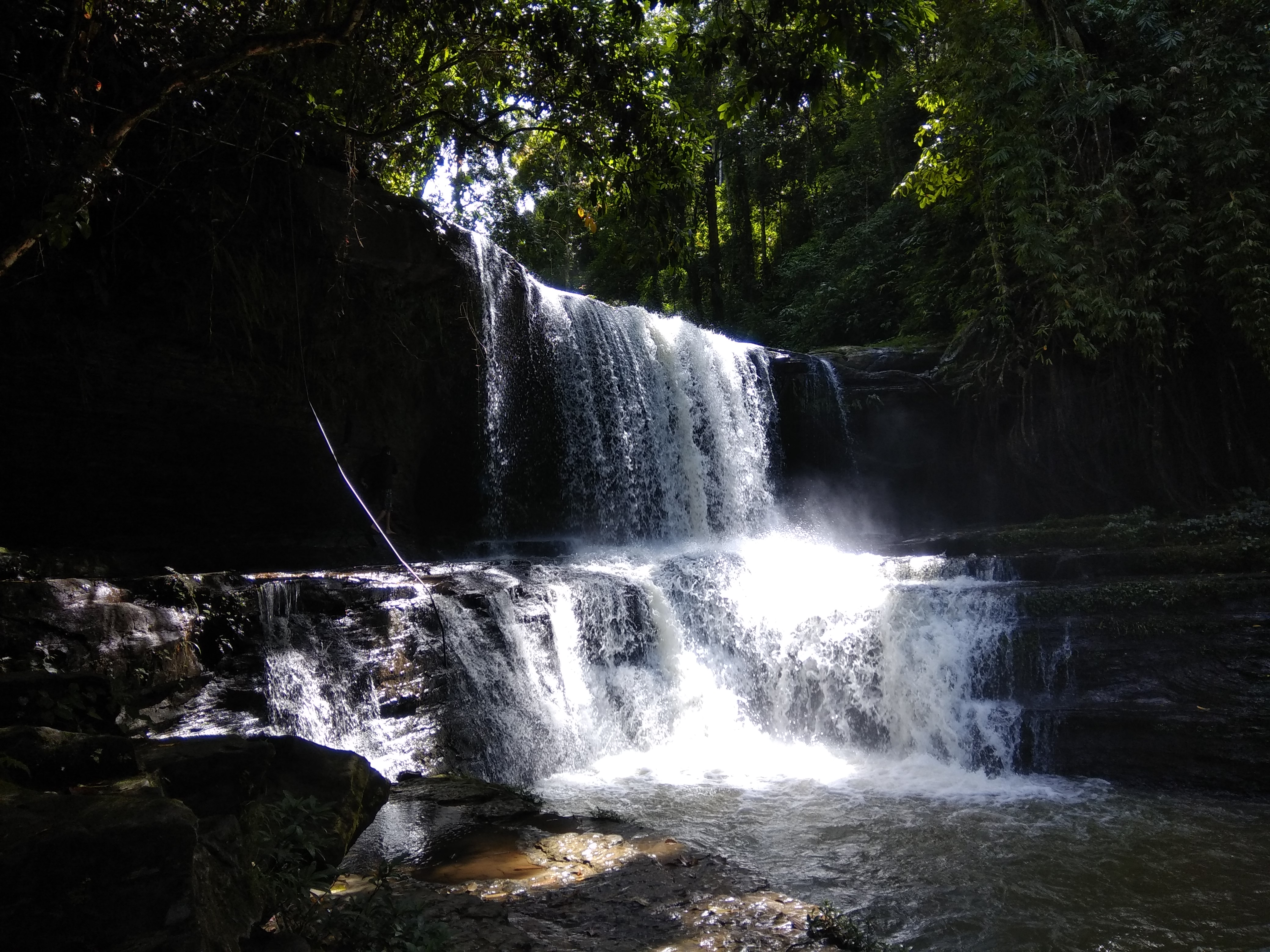
Cascada Tuirihiau

Conform recensământului din 2011 populația Mizoramului este de 1.091.014 de locuitori. Este penultimul stat după populație din țară. Mizoram are o suprafață de aproximativ 21.087 km2. Aproximativ 91% din teritoriul său este împădurit.

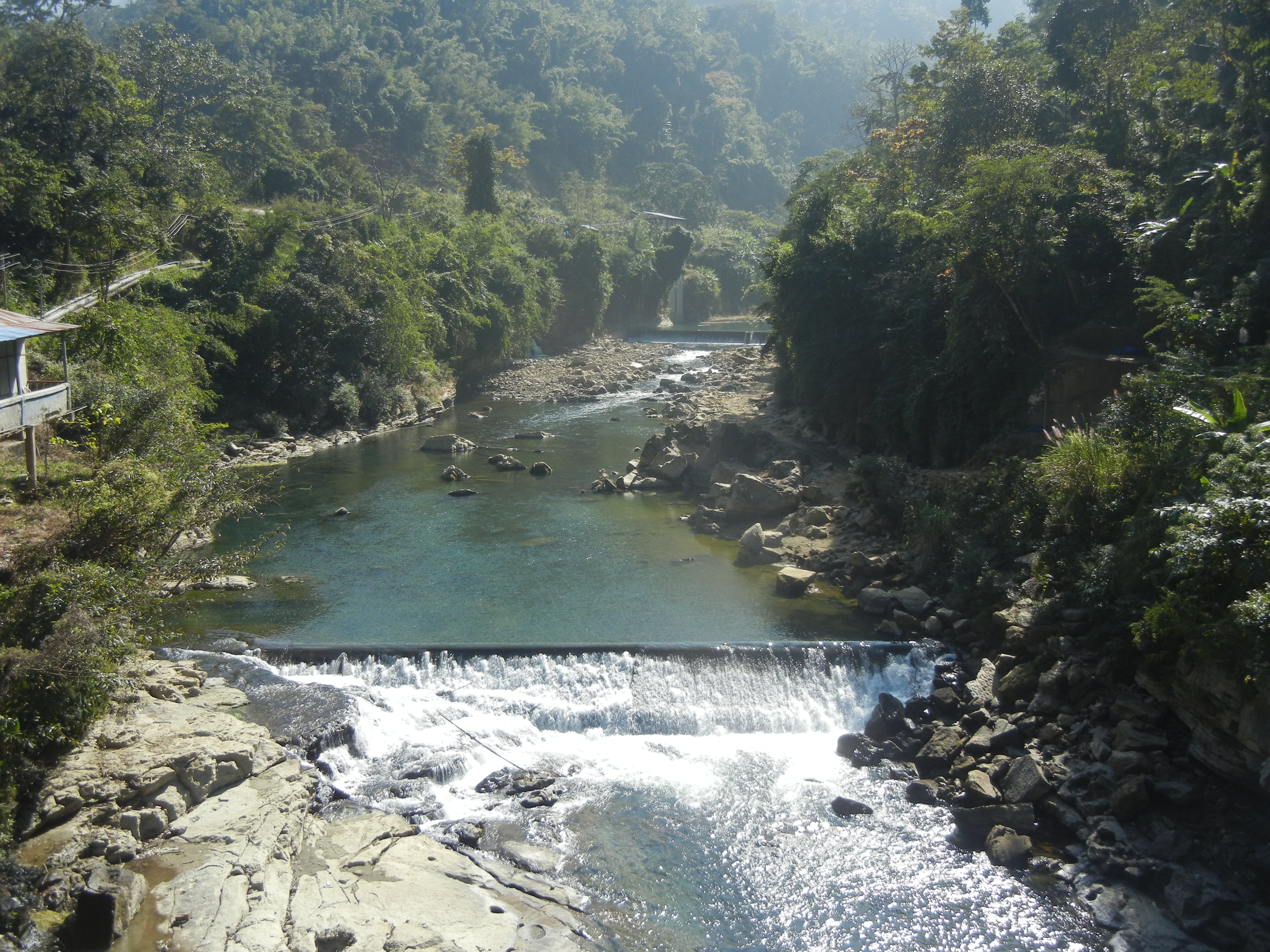
Râul Tlawng

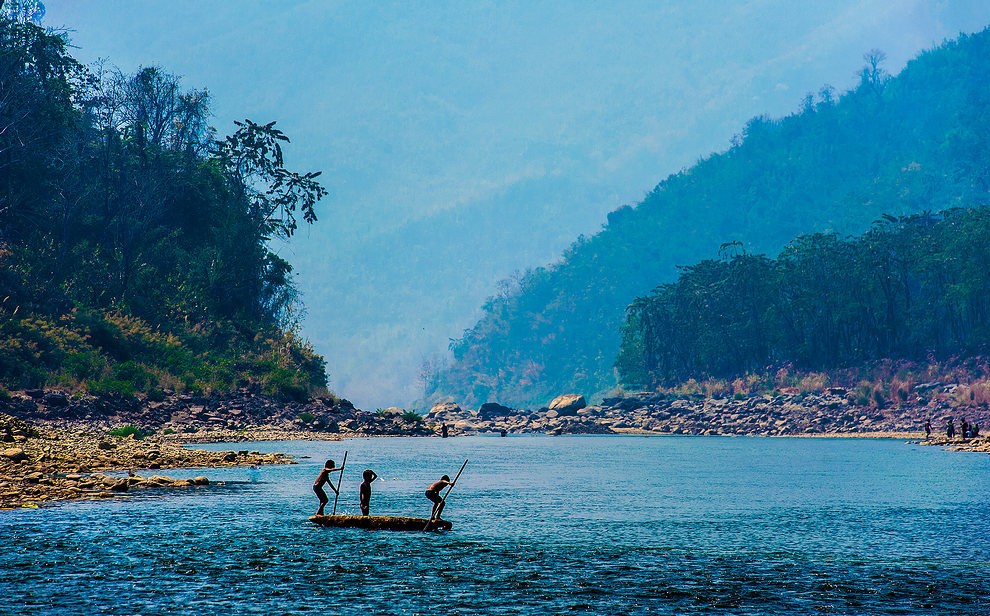
Râul Tuipui

Aproximativ 95% din populația Mizoramului este de origine tribală. Poporul mizo a început să se stabilească în zonă în secolul al XVI-lea, imigrând în valuri din Asia de Sud-Est. Această imigrație a durat până în secolul al XVIII-lea. Dintre toate statele din India, Mizoram are cea mai mare concentrație de membri ai unui trib. Poporul mizo este în prezent protejat prin constituția indiană ca un Trib Recunoscut. Mizoram este unul dintre cele trei state din India cu majoritate creștină (87%). Populația sa aparține diferitor confesiuni creștine, fiind în mare parte prezbiteriană la nord și baptistă la sud.
Mizoram are o economie agrară. Jhum sau agricultura prin defrișare este cea mai răspândită formă de agricultură, deși oferă randament slab. În ultimii ani practicile agricole jhum sunt înlocuite progresiv cu horticultură și o industrie importantă a produselor din bambus. Produsul intern brut al statului în 2012 a fost estimat la 970 mil. dolari SUA. În 2014 aproximativ 20% din populația Mizoramului trăia sub pragul sărăciei, cu 35% sărăcie rurală. Statul are aproximativ 871 de kilometri de autostrăzi, iar NH-54 și NH-150 îl leagă de Assam și, respectiv, Manipur. Beneficiază, de asemenea, de creșterea tranzitulului de mărfuri spre Myanmar și Bangladesh.